# Östhammar (commune)
La commune d'Östhammar est une commune suédoise du comté d'Uppsala. Environ 22 230 personnes y vivent (2020). Son chef-lieu se situe à Östhammar.

## Localités principales
- Alunda
- Dannemora
- Gimo
- Hargshamn
- Norrskedika
- Öregrund
- Österbybruk
- Östhammar
- Skoby